# Halo Studios
Halo Studios, колишня 343 Industries (скороч. 343i) — американська компанія, яка займається розробкою відеоігор серії Halo з 2007 року. Вона розташована в місті Редмонд, штат Вашингтон. Студія була названа на честь 343 Guilty Spark — вигаданого штучного інтелекту з серії Halo. Компанія відкрита у 2007 році завдяки Microsoft Studios, щоб підтримувати виробництво контенту серії Halo після студії Bungie, у якої до того часу підвищувалися суперечності з Microsoft. Halo 4 стала першою самостійною грою, випущеною компанією 343i.

## Історія

### Створення студії
343 Industries була заснована у 2007 році, після того, як Bungie стала незалежною компанією, відділеною від Microsoft Corporation. Bungie продовжували робити ігри серії Halo до 2010 року, їх останньою грою стала Halo: Reach. Після цього робота над основними проєктами серії перейшла до 343 Industries.

### Розробка
У липні 2009 року стало відомо, що 343і працюють над аніме у всесвіті Halo — Легенди Хало.
Пізніше, в тому ж році, студія створила Halo: Waypoint — програма, яка дозволяє відстежувати досягнення користувача в Halo.. 343і також розширили свій штаб для розробки нових проєктів, найнявши 20 співробітників із нині розформованої Pandemic Studios. 343і у співпраці з Certain Affinity також розробили другий та третій набори мережевих карток для Halo: Reach. Компанія також зробила ремастер гри Halo: Combat Evolved Anniversary, який вийшов 15 листопада 2011 року на честь 10-річного ювілею серії Halo, перша гра якої вийшла 15 листопада 2001 року.
Першою абсолютно новою грою студії стала Halo 4, розробка якої була завершена раніше очікуваного, а сама гра вийшла 6 листопада 2012 року, ставши першою частиною нової трилогії, до складу якої увійдуть, ще як мінімум два проєкти через роки. На E3 2013 Microsoft та 343i анонсували нову частину Halo, яка має з'явитися на Xbox One. Незабаром після анонсу, «Трилогія Відновлення» була підтверджена корпоративним віцепрезидентом Microsoft Studios Філом Спенсером, і мала бути розширено до «Саги про Відновника». Наступного року на E3 2014 новий проєкт у всесвіті Halo був представлений за назвою Halo 5: Guardians, а також було оголошено дату релізу — 27 жовтня 2015 року. Microsoft та 343і домовилися з Mega Bloks про виробництво нової лінійки іграшок та іншої продукції, пов'язаних з новою сагою.Halo 5: Guardians вийшла 27 жовтня 2015 року, з частково ексклюзивним контентом для тих користувачів, хто до цього купив певну продукцію Mega Bloks. 343і регулярно здійснювали безплатну підтримку гри після її релізу.
Відомо, що ще до релізу Halo 5: Guardians 343i розпочали розробку наступної частини саги. Halo Infinite дата її анонсу 10 червня 2018. Онлайн режим Halo Infinite перебував на стадії відкритого бета-тестування з 15 листопада 2021 року. Сюжетну компанію було випущено 8 грудня 2021 року.

### Ребрендинг
Під час чемпіонату світу з Halo 6 жовтня 2024 року розробники з 343 Industries повідомили, що назва студії змінюється на Halo Studios. Студія відмовилася від власного рушія Slipspace на користь Unreal Engine 5, на якому розроблятимуться всі наступні проєкти в серії Halo, та показала демонстрацію його можливостей.

## Ігри студії
- Halo: Combat Evolved Anniversary (2011) на Xbox 360, Xbox One, ПК (Windows)
- Halo 4 (2012) на Xbox 360, Xbox One, ПК (Windows)
- Halo: Spartan Assault (2013) на ПК (Windows), Windows Phone, IOS, Xbox 360, Xbox One
- Halo: The Master Chief Collection (2014) на Xbox One, ПК (Windows)
- Halo: Spartan Strike (2015) на ПК (Windows), Windows Phone, IOS
- Halo 5: Guardians (2015) на Xbox One
- Halo Wars 2 (2017) на Xbox One, ПК (Windows)
- Halo Infinite (2021) на Xbox Seies X, Xbox One, ПК (Windows)